# Remila
Remila là một đô thị thuộc tỉnh Khenchela, Algérie. Dân số thời điểm năm 2002 là 5.74 người.